# Vailly-sur-Sauldre
Vailly-sur-Sauldre – miejscowość i gmina we Francji, w Regionie Centralnym, w departamencie Cher.
Według danych na rok 1990 gminę zamieszkiwało 865 osób, a gęstość zaludnienia wynosiła 47 osób/km² (wśród 1842 gmin Regionu Centralnego Vailly-sur-Sauldre plasuje się na 458. miejscu pod względem liczby ludności, natomiast pod względem powierzchni na miejscu 725.).